# Greta Gysin
Greta Gysin (Locarno, 6 ottobre 1983) è una politica svizzera. 
È membro del partito dei Verdi e ha fatto politica a tutti i livelli del sistema federale: comunale a Rovio, cantonale nel Gran Consiglio ticinese e federale in Consiglio nazionale.

## Biografia
Greta Gysin è cresciuta a Rovio, nel distretto di Lugano. È perfettamente bilingue in italiano e tedesco.
Ha conseguito la maturità al liceo di Mendrisio nel 2003 e ha studiato scienze politiche, storia e sociologia all'Università di Zurigo.
Nel 2004 Gysin è stata eletta nel consiglio comunale di Rovio, del quale ha fatto parte fino al 2011. Ha fondato i Giovani Verdi ticinesi ed è stata membro della direzione del partito dei Verdi in Ticino dal 2006 al 2009. In seguito ha coordinato i Giovani Verdi a livello nazionale al 30% fino al 2010. Dal 2007 al 2015 è stata membro del Gran Consiglio del Cantone Ticino.
In occasione delle elezioni parlamentari nazionali del 20 ottobre 2019, Greta Gysin è stata eletta al Consiglio Nazionale sulla lista Verdi e Sinistra alternativa di cui facevano parte anche il ForumAlternativo e il Partito Comunista Svizzera Italiana. A livello federale i Verdi svizzeri hanno ottenuto 17 seggi supplementari al Consiglio nazionale. La stessa Gysin ha sostituito la precedente consigliera nazionale della Lega Roberta Pantani.
Gysin ha vissuto per alcuni anni a Zurigo e dal 2019 è tornata in Ticino, a Rovio. È co-presidente del sindacato transfair, nel quale ha lavorato dal 2015 al 2019 come capo della Regione Est. Da dicembre 2019 presiede anche l'associazione NetzCourage, che aiuta le vittime di cyberbullismo.
Ha tre figli nati tra il 2014 e il 2017.